# 中国垒球协会
中国垒球协会是中华人民共和国垒球运动者和爱好者等组成的全国性体育组织，由中华全国体育总会领导，成立于1986年，会址位于北京市。

## 历史沿革
1979年3月，中国棒垒球协会成立。1986年，中国垒球协会从原棒垒球协会独立出来。